# Funzione analitica
In matematica, una funzione analitica è una funzione localmente espressa da una serie di potenze convergente.  Spesso il termine "funzione analitica" è utilizzato come sinonimo di funzione olomorfa, sebbene quest'ultimo si utilizzi più spesso per le funzioni complesse (tutte le funzioni olomorfe sono funzioni analitiche complesse e viceversa). Una funzione è analitica se e solo se, preso comunque un punto appartenente al dominio della funzione, esiste un suo intorno in cui la funzione coincide col suo sviluppo in serie di Taylor.
Le funzioni analitiche possono essere viste come un ponte fra i polinomi e le funzioni generiche. Esistono le funzioni analitiche reali e le funzioni analitiche complesse: simili in alcuni aspetti, differenti in altri. Funzioni di questo tipo sono infinitamente derivabili, ma le funzioni analitiche complesse esibiscono proprietà che generalmente non appartengono alle funzioni analitiche reali.

## Definizione
Una funzione {\displaystyle f} è analitica su un insieme aperto {\displaystyle D} della retta reale se per ogni {\displaystyle x_{0}} in {\displaystyle D} si può scrivere {\displaystyle f(x)} come
{\displaystyle f(x)=\sum _{n=0}^{\infty }a_{n}\left(x-x_{0}\right)^{n}=a_{0}+a_{1}(x-x_{0})+a_{2}(x-x_{0})^{2}+a_{3}(x-x_{0})^{3}+\cdots ,}
dove i coefficienti {\displaystyle a_{0},a_{1},\ldots } sono numeri reali e la serie è convergente in un intorno di {\displaystyle x_{0}}.
In alternativa, una funzione analitica è una funzione infinitamente derivabile, ossia una funzione liscia, tale che la sua serie di Taylor
{\displaystyle T(x)=\sum _{n=0}^{\infty }{\frac {f^{(n)}(x_{0})}{n!}}(x-x_{0})^{n}}
in ogni punto {\displaystyle x_{0}} appartenente al dominio, converge a {\displaystyle f(x)} per {\displaystyle x} in un intorno di {\displaystyle x_{0}}.
L'insieme di tutte le funzioni analitiche reali appartenenti ad un dato insieme {\displaystyle D} si denota di solito come {\displaystyle C^{\omega }(D)}.
Una funzione {\displaystyle f} definita in un qualche sottoinsieme della retta reale, si dice essere reale analitica al punto {\displaystyle x} se esiste un intorno {\displaystyle D} di {\displaystyle x} nel quale {\displaystyle f} è reale analitica.
La definizione di funzione analitica complessa è ottenuta sostituendo dappertutto "reale" con "complesso".

## Proprietà delle funzioni analitiche
Tra le principali proprietà che caratterizzano le funzioni analitiche ci sono le seguenti:
- La somma, il prodotto e la composizione di funzioni analitiche sono analitiche.
- Il reciproco di una funzione analitica che non si annulla mai, è analitico, così come l'inversa di una funzione analitica invertibile la cui derivata non è mai nulla.
- Tutti i polinomi sono funzioni analitiche. Per un polinomio, l'espansione in serie di potenze contiene solo un numero finito di termini non nulli.
- Tutte le funzioni analitiche sono lisce.

Un polinomio non può valere zero in troppi punti a meno che non sia il polinomio nullo (più precisamente, il numero di zeri è al massimo pari al grado del polinomio). Un'affermazione simile ma più debole vale per le funzioni analitiche. Se l'insieme degli zeri di una funzione analitica {\displaystyle f} ha un punto di accumulazione all'interno del suo dominio, allora {\displaystyle f} è nulla su tutta la componente connessa del dominio che contiene il punto di accumulazione.
Più formalmente questa affermazione può essere espressa nel modo seguente. Se {\displaystyle (r_{n})} è una successione di numeri distinti tale che {\displaystyle f(r_{n})=0} per ogni {\displaystyle n} e questa successione converge a un punto {\displaystyle r} nel dominio {\displaystyle D}, allora {\displaystyle f} è identicamente zero nella componente connessa di {\displaystyle D} contenente {\displaystyle r}. Inoltre, se tutte le derivate di una funzione analitica sono nulle in un punto, vale ancora la conclusione precedente.
Queste affermazioni implicano che le funzioni analitiche siano ancora abbastanza rigide, nonostante il loro maggior numero di gradi di libertà rispetto ai polinomi.

## Analiticità e derivabilità
Tutte le funzioni analitiche (reali o complesse) in un punto {\displaystyle x_{0}} sono infinitamente derivabili in {\displaystyle |x-x_{0}|<R}, dove {\displaystyle R} è il raggio di convergenza della serie. Inoltre, si dimostra che nella stessa regione la derivata della funzione coincide con la serie delle derivate (la serie derivata), ossia se
{\displaystyle f(x)=\sum _{k=0}^{\infty }{a_{k}(x-x_{0})^{k}},}
allora
{\displaystyle f^{\prime }(x)=\sum _{k=1}^{\infty }{ka_{k}(x-x_{0})^{k-1}}.}
Allo stesso modo, essendo il limite uniforme di una successione di funzioni continue (polinomi), ogni funzione analitica è continua (e quindi integrabile) su tutto il suo insieme di convergenza, e la sua primitiva è la serie primitiva. In altre parole, se
{\displaystyle f(x)=\sum _{k=0}^{\infty }{a_{k}x^{k}},}
si ha
{\displaystyle \int f(x)dx=\sum _{k=0}^{\infty }{{\frac {a_{k}}{k+1}}x^{k+1}}.}
Non tutte le funzioni reali lisce sono analitiche; ad esempio la funzione definita come:
{\displaystyle f(x)={\begin{cases}e^{-{\frac {1}{x}}}&{\text{se }}x>0\\0&{\text{se }}x\leq 0\end{cases}}}
è liscia in {\displaystyle x=0} ma non è analitica in 0. Questo può essere espresso dall'implicazione (non invertibile):
{\displaystyle f\in C^{\omega }(E)\Rightarrow f\in C^{\infty }(E),\qquad {\text{se }}f\colon E\subseteq \mathbb {R} \to \mathbb {R} .}
La situazione è molto diversa nel caso delle funzioni analitiche complesse. Si può dimostrare che tutte le funzioni olomorfe su un insieme aperto sono analitiche. Di conseguenza, in analisi complessa, il termine "funzione analitica" è un sinonimo di funzione olomorfa.

### Condizione sufficiente
Se una funzione reale di variabile reale liscia definita su un aperto ha tutte le derivate maggiorabili dai termini di una successione geometrica (di ragione fissata) su un intorno di un dato punto, allora la funzione è analitica in quell'intorno. Formalmente, sia {\displaystyle f\colon (a,b)\to \mathbb {R} } ed appartenente a {\displaystyle C^{\infty }(a,b)} e sia {\displaystyle x_{0}\in (a,b)}. Se esistono {\displaystyle \Lambda ,M,\delta >0} tali che
{\displaystyle \left|f^{(k)}(x)\right|\leq \Lambda M^{k}\qquad \forall k\geq 0\quad \forall x\in (x_{0}-\delta ,x_{0}+\delta ),}
allora
{\displaystyle f(x)=\sum _{k=0}^{\infty }{\frac {f^{(k)}(x_{0})}{k!}}(x-x_{0})^{k}\qquad \forall x\in (x_{0}-\delta ,x_{0}+\delta ).}
In particolare, se una funzione ha tutte le derivate limitate da una stessa costante {\displaystyle \Lambda } su un intervallo, allora è ivi analitica (basta porre {\displaystyle M=1} nell'enunciato precedente). Questo mostra che funzioni come seno, coseno, esponenziale, funzioni iperboliche possono essere espresse in termini di serie di potenze sull'intero asse reale:
{\displaystyle e^{x}=1+x+{\frac {x^{2}}{2}}+{\frac {x^{3}}{3!}}+\cdots ;}
{\displaystyle \sin x=x-{\frac {x^{3}}{3!}}+{\frac {x^{5}}{5!}}-{\frac {x^{7}}{7!}}+\cdots ;}
{\displaystyle \cos x=1-{\frac {x^{2}}{2}}+{\frac {x^{4}}{4!}}-{\frac {x^{6}}{6!}}+\cdots ;}
{\displaystyle \sinh x=x+{\frac {x^{3}}{3!}}+{\frac {x^{5}}{5!}}+{\frac {x^{7}}{7!}}+\cdots ;}
{\displaystyle \cosh x=1+{\frac {x^{2}}{2}}+{\frac {x^{4}}{4!}}+{\frac {x^{6}}{6!}}+\cdots .}

#### Dimostrazione
Dato che la funzione {\displaystyle f} è liscia, è possibile scriverne la formula di Taylor arrestata all'ordine {\displaystyle n-1} (resto secondo Lagrange):
{\displaystyle f(x)=\sum _{k=0}^{n-1}{\frac {f^{(k)}(x_{0})}{k!}}(x-x_{0})^{k}+{\frac {f^{(n)}(\xi )}{n!}}(x-x_{0})^{n},\qquad \xi \in (x_{0}-x,x_{0}+x).}
Se {\displaystyle x} si muove nell'intorno di {\displaystyle x_{0}} di raggio {\displaystyle \delta } si può usare la maggiorazione (in valore assoluto) garantita dall'ipotesi:
{\displaystyle \left|f(x)-\sum _{k=0}^{n-1}{\frac {f^{(k)}(x_{0})}{k!}}(x-x_{0})^{k}\right|=\left|{\frac {f^{(n)}(\xi )}{n!}}(x-x_{0})^{n}\right|\leq {\frac {\Lambda M^{n}}{n!}}\delta ^{n}=\Lambda {\frac {(M\delta )^{n}}{n!}}{\underset {n\longrightarrow +\infty }{\longrightarrow }}0,}
cioè la serie converge puntualmente a {\displaystyle f} sull'intervallo {\displaystyle (x_{0}-\delta ,x_{0}+\delta )}.

## Funzioni analitiche reali e complesse
Le funzioni analitiche reali e complesse hanno importanti differenze, come si può vedere dalla loro differente relazione con la derivabilità. Le funzioni analitiche complesse sono più rigide in molti sensi.
Secondo il teorema di Liouville, ogni funzione analitica complessa limitata definita sull'intero piano complesso è costante. Questa affermazione è chiaramente falsa per una funzione analitica reale, come si vede da
{\displaystyle f(x)={\frac {1}{x^{2}+1}}.}
Inoltre, se una funzione analitica complessa è definita in una palla aperta intorno a un punto {\displaystyle x_{0}}, la sua espansione in serie di potenze in {\displaystyle x_{0}} è convergente nell'intera palla. Questo non è vero in generale per le funzioni analitiche reali. Una palla aperta nel piano complesso è un disco bidimensionale, mentre sulla retta reale è un intervallo.
Ogni funzione analitica reale su un certo insieme aperto della retta reale può essere estesa a una funzione analitica complessa su un certo insieme aperto del piano complesso. Comunque non tutte le funzioni analitiche reali definite sull'intera retta reale possono essere estese a una funzione complessa definita sull'intero piano complesso. La funzione {\displaystyle f(x)} definita nel paragrafo precedente è un controesempio.

## Funzioni analitiche in più variabili
Si possono definire le funzioni analitiche in più variabili tramite le serie di potenze in queste variabili. Le funzioni analitiche in più variabili hanno alcune delle proprietà delle funzioni analitiche a una variabile. Comunque, soprattutto nel caso delle funzioni analitiche complesse, si trovano nuovi e interessanti fenomeni in più dimensioni.